# NGC 3658
NGC 3658 is een lensvormig sterrenstelsel in het sterrenbeeld Grote Beer. Het hemelobject werd op 23 maart 1789 ontdekt door de Duits-Britse astronoom William Herschel.

## Synoniemen
- UGC 6409
- MCG 7-24-2
- ZWG 214.3
- PGC 35003